# Sebastian Tyrała
Sebastian Tyrala (n. Racibórz, Polonia, 22 de febrero de 1988) y es un futbolista polaco de origen alemán. Juega de mediocampista y actualmente milita en el Greuther Fürth de la Bundesliga de Alemania.

## Clubes
| Club              | País     | Año           |
| ----------------- | -------- | ------------- |
| BV Bad Sassendorf | Alemania | 1993-1999     |
| Borussia Dortmund | Alemania | 1999-2010     |
| VfL Osnabrück     | Alemania | 2010-2011     |
| Greuther Fürth    | Alemania | 2011-presente |